# Поль, Гуго фон

Гу́го фон Поль (нем. Hugo von Pohl; 25 августа 1855 — 22 февраля 1916) — германский военный деятель, адмирал. Командующий германским Флотом Открытого Моря в ходе Первой мировой войны, с февраля 1915 года по январь 1916 года. Сторонник осторожных действий надводного флота.
По воспоминаниям гросс-адмирала Тирпица 7 ноября 1914 года фон Поль начал разработку декларации блокады подводным флотом всего побережья Великобритании и Ирландии
В январе 1916 года адмирал Гуго фон Поль по причине серьёзной болезни (рак печени) передал пост адмиралу Рейнхарду Шееру, а месяц спустя умер.

## Награды
- Орден Красного орла 1-го класса с дубовыми листьями и мечами на кольце (Королевство Пруссия)
- Орден Короны 1-го класса с мечами на кольце (Королевство Пруссия)
- Крест «За выслугу лет»[нем.] (25 лет выслуги) (Королевство Пруссия)
- Железный крест (1914) 2-го и 1-го класса (Королевство Пруссия)
- Орден Филиппа Великодушного командорский крест 2-го класса (Великое герцогство Гессен)
- Орден Грифона большой крест (Великое герцогство Мекленбург-Шверин)
- Орден Белого сокола большой крест (Великое герцогство Саксен-Веймар-Эйзенах)
- Орден Данеброг командорский крест 1-го класса (Королевство Дания)
- Орден Почётного легиона офицерский крест (Франция)
- Орден Бани кавалер военного класса (Великобритания)
- Орден Священного сокровища 3-го класса (Японская империя)
- Орден Святого Олафа командорский крест (Королевство Норвегия)
- Австрийский орден Леопольда большой крест (Австро-Венгрия)
- Орден Железной короны 2-го класса за военные заслуги (Австро-Венгрия)
- Ависский орден командорский крест (Королевство Португалия)
- Орден Меча командорский крест 1 класса (Королевство Швеция)